# 남파공작원
남파공작원(한국 한자: 南派工作員, 문화어: 연락군관)은 조선민주주의인민공화국에서 대한민국에 파견한 간첩이나 공작원을 가리킨다. 최근의 남파공작원으로는 원정화가 있다.
대한민국에서는 1980년대까지 자수간첩도 귀순용사로 대우하였다.
이들이 자수를 한 뒤에 북한과 접선을 한 사건도 있어서 문제가 되기도 했다.

## 간첩 식별 요령
아래는 대한민국의 공공 기관에서 발간한 간첩(남파공작원)을 식별하는 방법이다. 과거 1960년대~1970년대에는 마을 구장들이 '간첩 식별 요령' 전단지나 '거동 수상자 신고 방법' 전단지를 주민들에게 나누어 주기도 했다. 과거의 전단지에는 "밤중에 이북 방송을 듣는 사람"이나 "밤 12시를 전후하여 무전치는 소리가 들리는 집"과 같이 난수 방송을 언급하는 내용도 있다. 인터넷 커뮤니티 사이트에서는, 이 간첩 식별요령을 이용해 현 정치인들의 행태를 꼬집는 풍자글을 올리기도 했다.
- 월북자, 행방불명자, 밀항자 등의 국내 연고지를 수소문하고, 재북가족의 사진, 편지 등 안부를 전하면서 은밀히 접근해 오는 사람
- 중국동포 또는 탈북자 출신 무역업자 등으로 행세하면서 이산가족들을 대상으로 재북가족 상봉을 은밀히 권유하는 사람
- 남북경험, 학술교류 등을 구실로 수시 방북하면서 북한 체제를 찬양 또는 미화하고 함께 통일 사업을 하자고 제의해 오는 사람
- 해외 이민자중 특별한 목적 없이 국내 체류하며 국내 연구소, 국가 안보 시설물에 대한 각종 공개자료 등 수집 및 사진촬영을 하는 사람
- 이민, 유학, 여행 등 장기간 해외 체류 후 귀국하여 남북한 문제에 관심을 갖고 관련 단체에서 활동하면서 은연중에 북한을 찬양하는 사람
- 중국 동포나 산업연수생, 외국인 등 신분으로 입국했음에도 우리 표준말을 능숙히 구사하며 한국의 정치․군사에 관심이 많고, 체제도전 지식인, 학원․노동 운동권 등에 접근을 시도하는 사람
- 밀입국 또는 탈북 여성으로서 뚜렷한 이유 없이 외출이 잦고 취업, 생활문제 보다 국내정세에 관심을 보이는 사람
- 여관·여인숙·고시원 등에 단기 체류하는 자(20~30대)가 상식적으로 이해하기 어려운 행동을 하는 경우. 1995년 충남 부여군 무장간첩 침투 당시 무장간첩은 대전 지역의 여인숙에 투숙하면서 권총 등 무기류가 보관된 자신들의 가방에 쇠사슬을 묶어 고정하였다.
- 월북자, 행방불명자, 밀항자 등의 국내연고지를 수소문하고, 재북 가족의 사진, 편지 등 안부를 전하면서 은밀히 접근해 오는 사람
- 수시로 PC방을 바꿔가면서 외국 포탈사이트 이메일과 메신저 등을 이용,  숫자․특수문자로 구성된 문서를 전송하거나 채팅하는 사람
- PC방에서 프락시 서버를 이용하여 접근이 불가능한 인터넷 북한 관련 사이트를 서핑하거나 이메일을 전송하는 사람
- 20~30대 청년으로 휴대폰, 자판기, 버스 카드의 사용법, 담배 값 등을 잘 알면서도 실제 사용이 서툴거나 신용카드 사용을 꺼리는 사람
- 무심결에 북한용어(동무, 로동자, 위생실, 군관, 남새, 냉동고, 공민증 등)를 사용한 후 당황해 하거나 중국동포 또는 탈북자로 행세하는 사람
- 100달러짜리 고액권을 다량으로 소지하고 있고 암달러상을 통해 한꺼번에 다액을 환전하는 사람
- 주민등록증을 여러 개 가지고 있거나 행색․태도 등에 어울리지 않는 신분증을 가지고 있는 사람
- 주요 간첩사건 발생 직후 특별한 연고나 목적이 없으면서도 갑자기 해외로 출국하여 장기간 입국하지 않거나 해외에서 전화 등으로 국내 부동산이나 소유재산을 처분해 줄 것을 부탁하는 사람
- 신분 확인 절차를 필요로 하는 비행기 등의 이용을 기피하고 KTX 등 새로운 운송수단 이용을 꺼리는 사람
- 그믐 등 달빛이 없는 야간에 해안가에서 배회하거나 젖은 옷차림, 스쿠버다이버 차림으로 야간에 해안으로 상륙하는 사람
- 주요 산업시설, 군사시설 등에 깊은 관심을 나타내면서 카메라 등을 이용하여 시설을 촬영하거나 인근 소재 식당, 숙박업소 등에서 일하면서 손님들의 대화를 몰래 엿듣는 사람
- 야간에 해안가에서 바다를 향해 손전등으로 신호하거나 돌 등을 부딪쳐 신호음을 내는 사람
- 등산을 하면서 불필요한 짐(삽, 호미 등)을 소지하고 있거나 묘지, 기념탑, 큰 나무, 바위 등 표시가 될 만한 지점에 O, V, X와 같이 이상한 표시를 하고 물건을 몰래 파묻거나 꺼내오는 사람
- 공원 등지의 상징물이나 장기간 변동가능성이 없으면서 쉽게 찾을 수 있으나 평소 일반인의 출입이 잦지 않는 건축물 또는 나무, 조형물을 이유 없이 사진을 촬영하는 사람
- 건물 옥상이나 고속도로 휴게소 등 개활지에서 공중을 향해 통신으로 보이는 행위를 하거나, 사업 상담 등을 가장하여 인터넷을 이용하여 외국에 이메일을 주고받는 행동을 하는 사람
- 권총, 무전기, 난수표, 독침, 독약앰플 등을 가지고 있는 사람

간첩 신고는 주로 111, 112를 사용하며, 신고 포상금은 간첩 신고시 최고 1억원, 간첩선(間諜船) 신고 시 최고 1억 5천만원이다.

## 같이 보기
- 북파공작원
- 간첩